# ヴォロ語

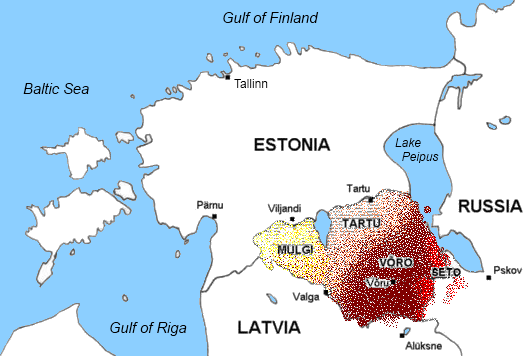
現在のエストニア南部。ヴォロ語は暗い赤色で示された場所で話される。

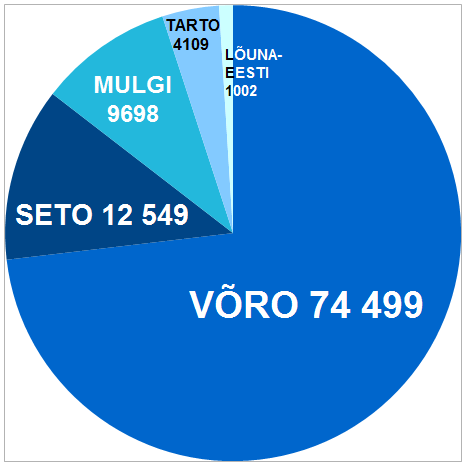
2011年の国勢調査に従えば、101,857人の南エストニア人のうち、74,499人がヴォロ語を話し、12,549人がセト方言を話し、9,698人がMulgi語を話し、4,109人がタルトゥ方言を話し、そして1,002人は他のエストニア語の方言を話す。

ヴォロ語（ヴォロご、ヴォロ語: võro kiil）、ヴォル語（ヴォルご、エストニア語: võru keel）は、エストニア南東部（ヴォルマー）の言語。エストニア語、フィンランド語、ハンガリー語同様、ウラル語族・フィン・ウゴル語派に属する。ヴォル人と呼ばれる7万人の人々によって、郷土色の強い地域言語として話されている。タリンやタルトゥなど、エストニア各地にも話者がいる。
現在、26の学校で週1回ヴォロ語が教えられている。また、ヴォロ語だけで書かれている新聞Uma Lehtが、毎月2回発行されている。
ヴォロ語の読み方は、おおむねエストニア語と同じである。ただし、q は声門閉鎖音を、y は狭中舌非円唇母音を表す。 ś, ń, ĺ, t́, ḱ, h́のような「´」のついた子音字は、口蓋化を表す。ただし、s'のようにアポストロフィーで書かれることもある。
フィンランド語やハンガリー語同様、母音調和が行われる。

## 言語名別称
- Voro
- Dialekt von Võru
- Vôru
- Võro
- Võro kiil
- Werro
- Võru
- Voru

## 方言
- セトゥ方言（エストニア語版）が存在する。ただしその話者達は、自らの言語はヴォロ語の一部などではなく、個別の言語（セトゥ語）であるという意識を持っている。

## 文字
ヴォロ語は、ラテン文字を使用する。
| А /ɑ/ | B /p/ | C /t͡s/ | D /t/ | E /e/  | F /f/ | G /k/  | H /h/  | I /i/  | J /j/  | K /kk/ |
| L /l/ | M /m/ | N /n/  | O /o/ | P /pp/ | Q /ʔ/ | R /r/  | S /ss/ | Š /ʃʃ/ | T /tt/ | U /u/  |
| V /v/ | W /v/ | Õ /ɤ/  | Ä /æ/ | Ö /ø/  | Ü /y/ | X /ks/ | Y /ɨ/  | Z /s/  | Ž /ʃ/  | ' /◌ʲ/ |